# Roberto Paoli (ispanista)
Roberto Paoli (Borgo San Lorenzo, 29 aprile 1930 – Dicomano, 21 aprile 2000) è stato un ispanista, critico letterario e traduttore italiano.

## Biografia
È considerato uno dei massimi studiosi italiani di letteratura ispano-americana, autore di numerosi saggi e traduttore di molti poeti spagnoli e ispano-americani.
Frequentò il Ginnasio presso i Padri Salesiani di Borgo San Lorenzo, poi il Liceo Classico Galileo di Firenze, dove si diplomò a pieni voti nel 1949. Si iscrisse poi alla Facoltà di Lettere e Filosofia dell'Università di Firenze, dove chiarì la sua vocazione letteraria. Scelse di laurearsi con il giovane Oreste Macrì, appena arrivato da Parma sulla cattedra fiorentina di Letteratura Spagnola. Nel 1956 si laureò discutendo una tesi su "Contributi allo studio dell'italianismo castigliano anteriore a Boscán", tuttora inedita. Si sposò nel 1965 con Renata Innocenti, da cui ebbe due figli.
Dopo la laurea ebbe prima un incarico come professore di Lettere alle Scuole Pie Fiorentine e poi quello di Lettore all'Università di Salamanca, dove rimase dal 1957 al 1960.
Al suo rientro in Italia vinse il concorso per le Scuole Medie, e si insediò come preside alla Scuola Media di Marradi, da lui stesso denominata "Dino Campana". Contemporaneamente manteneva un incarico come assistente volontario presso l'Istituto Ispanico di Firenze, diretto da Macrì.
Dal 1964 al 1967 insegnò Lingua Spagnola presso l'Università di Padova (sede di Verona). Si trasferì quindi a Firenze, presso l'Istituto Ispanico, in qualità di Aggregato, e poi (fra il 1970 e il 1973) di Ordinario di Lingua e Letteratura ispanoamericana. Mantenne l'incarico fino al pensionamento, avvenuto nel 1998.
Ha curato fra l'altro edizioni e traduzioni di César Vallejo, Miguel de Unamuno, Antonio Machado, Lope de Vega, Gabriel García Márquez, Jorge Luis Borges, Juana Inés de la Cruz, Pablo Neruda.

## Onorificenze
Per la sua attività di peruvianista venne nominato professore onorario dell'Università di San Marcos de Lima e di quella di Cajamarca.
Il 14 aprile 1988 gli venne conferito dal Ministro degli Esteri del Perú il titolo di Comendador de la "Orden al Mérito por Servicios Distinguidos", una delle più importanti onorificenze della Repubblica Peruviana .
Per i suoi studi e traduzioni di Borges fu invitato a partecipare all'Homenaje Internacional di Buenos Aires del 1986, e venne nominato Membro Corrispondente della Academia Argentina de Letras.

## Pubblicazioni
- Le "Rimas" di Lope de Vega e la crisi del Petrarchismo, Il cenacolo, 1960(?)
- La poetica di Unamuno e il dantismo del Risorgimento, Linotipia veronese Ghidini e Fiorini, 1965
- Antonio Machado, Firenze, La nuova Italia, 1975.
- Borges : percorsi di significato, D'Anna, 1977
- Invito alla lettura di Gabriel García Márquez, Mursia, 1981
- Mapas anatómicos de César Vallejo , D'Anna, 1981
- Estudios sobre literatura peruana contemporanea, Università di Firenze, 1985
- Tre saggi su Borges, Bulzoni, 1992
- Cent'anni di poesia ispanoamericana. 1880-1980. Le Lettere, 1993
- Borges e gli scrittori italiani, Liguori, 1997